# 河演
河 演（ハ・ヨン、か えん、洪武9年8月13日（1376年8月28日） - 景泰4年8月15日（1453年9月17日））は、李氏朝鮮初期の政治家。字は淵亮、号は敬斎・新稀翁。諡号は文孝。本貫は晋陽河氏。名宰相として知られる。

## 略歴
1396年の式年文科に合格した。1431年に大提学になり、そのあと大司憲、刑曹判書、左参賛などを経て、1445年に左賛成になって几杖を受けた。右議政・左議政を過ごし、1449年に李氏朝鮮500年の間に議政府に入って、約20年間法をよく守って「昇平守文」の宰相といわれるが、最高の評価を受けた宰相は黄喜の後に続いて領議政を務めた河演が唯一の人物である。1451年に文宗が大慈寺を重修しようとすると、これに反対する上訴を上げた後、官職から退き、1453年に他界した。

## 学問と思想

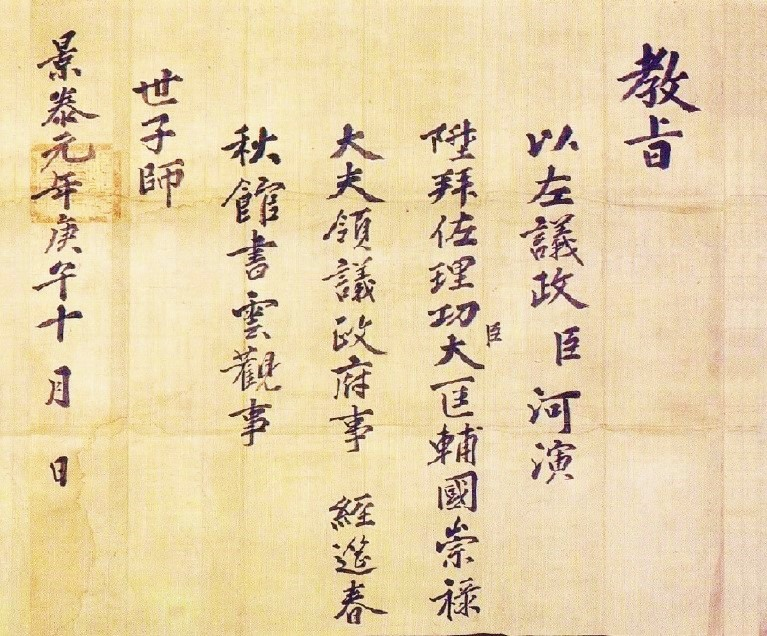
河演先生の領議政勅書

### 節義派の士大夫の思想を継承した代表的な性理学者
河演は高麗の節義派の士大夫な鄭夢周の弟子であり、李氏朝鮮の開国に反対した高麗の儒臣な河自宗（杜門洞72賢の一人）の息子として節義派の士大夫の思想を継承した代表的な性理学者である。河演の性理学の理解の水準は「孝」への理解は、すでに日常生活の中で実践しており、「敬」への理解は、北宋の性理学者の義理論の段階を超えて、南宋の朱熹の「敬斎箴」を収容するほど先駆的であった。つまり、河演は高麗末、節義派の士大夫な鄭夢周の義理論を継承して修養論で、その理解の段階を進展させた。

## 賞勲と追悼
- 太宗の職務遂行絶賛
- 1419年に李氏朝鮮開国後、最初に実施した経筵の最初の参賛官
- 文宗の王世子の時に師匠（世子師）
- 1445年に右議政在職時（70歳）、世宗により几杖下賜
- 1453年に死去すると、端宗は3日間朝会中断して哀悼
- 1454年に文宗の宗廟に配享
- 粛宗の治世に晋州の宗川書院、陜川の新川書院祭享
- 李氏朝鮮の500年清白吏157人

## 直系末裔
- 河太沅（9世孫、李氏朝鮮中期の儒学者）
- 河敬徳（21世孫、社会学者・言論人）
- 河在世（大韓帝国の教育者・儒学者）
- 河承武（21世孫、歴史神学者・詩人）